# Joy Range
Joy Range är ett berg i Kanada.   Det ligger i territoriet Nunavut, i den norra delen av landet, 3 800 km norr om huvudstaden Ottawa. Toppen på Joy Range är 1 802 meter över havet.
Terrängen runt Joy Range är huvudsakligen kuperad. Joy Range är den högsta punkten i trakten. Trakten runt Joy Range är nära nog obefolkad, med mindre än två invånare per kvadratkilometer.. Det finns inga samhällen i närheten.
Trakten runt Joy Range är ofruktbar med lite eller ingen växtlighet.